# Wladimir Sokoloff
Wladimir Sokoloff (in den USA als Vladimir Sokoloff; russisch Владимир Александрович Соколов, Wladimir Aleksandrowitsch Sokolow; * 25. oder 26. Dezember 1889 in Moskau, Russisches Kaiserreich; † 14. oder 15. Februar 1962 in West Hollywood, Kalifornien) war ein russischer Schauspieler. Er wirkte als Filmschauspieler in Deutschland, Österreich, Frankreich und den USA.

## Leben
Wladimir Sokoloff wuchs bei einer jüdischen Familie in Russland auf. Nach dem Schulabschluss besuchte der Literatur- und Philosophiestudent Sokoloff die Universität Moskau; er verließ sie, um sich künstlerisch weiterzubilden. Am weltbekannten Moskauer Künstlertheater lernte und arbeitete er ab 1913 unter anderem bei Konstantin Stanislawski und Iwan Moskwin und war dort, später auch am Moskauer Kammertheater, ein Jahrzehnt lang als Darsteller und Regieassistent tätig. Prägenden Einfluss auf ihn hatte der Kontakt mit der japanischen Theatergruppe Hanako in Moskau und seine Freundschaft mit der Tänzerin Isadora Duncan. Mit dem Kammertheater war er 1923 zu einem Gastspiel in Berlin und wurde sofort von Max Reinhardt engagiert. Mit seinen deutschen Sprachkenntnissen gut ausgestattet arbeitete er in den folgenden neun Jahren als Schauspieler in Deutschland und Österreich.
Ab 1926 trat er auch in Filmen auf. Er spielte markante Nebenrollen unter Georg Wilhelm Pabst (Die Liebe der Jeanne Ney, 1927 und Die Herrin von Atlantis, 1932) und Robert Siodmak (Abschied, 1930). Höhepunkt seiner Filmarbeit in Deutschland ist die Rolle eines in der Schlacht taubstumm gewordenen Schneiders in Victor Trivas’ pazifistischem Kriegsfilm Niemandsland (1931). Seit Die Dreigroschenoper (1931) spielte Sokoloff auch in französischen und englischen Sprachversionen der frühen Tonfilme. Nach der Machtergreifung der Nationalsozialisten in Deutschland ging Sokoloff nach Paris und arbeitete dort weiter mit Pabst, Siodmak, Marc Allégret und Jean Renoir. 1937 zog er in die Vereinigten Staaten. Er bekam sogleich viele Rollenangebote in großen Produktionen und war in zahlreichen Filmen als Nebendarsteller in Charakterrollen zu sehen, darunter unter Sam Wood in Wem die Stunde schlägt (1943) und als Atomwissenschaftler Dr. Polda in Fritz Langs Cloak and Dagger (1946). Insgesamt spielte Sokoloff Menschen aus 35 Nationen: Franzosen, Italiener, Orientalen, Chinesen, Spanier, Mexikaner usw. Seine Spezialität war die Darstellung des lächelnden Nobelmannes.
In seinen letzten Lebensjahren trat Sokoloff vermehrt in Fernsehserien auf. So war er unter anderem in Maverick, Westlich von Santa Fé, Die Unbestechlichen, Checkmate und Twilight Zone zu sehen. Er spielte allerdings auch weiterhin in Filmen, etwa als mexikanischer Dorfältester in Die glorreichen Sieben (1960) sowie in seiner letzten Rolle in dem Abenteuerfilm Taras Bulba (1962) an der Seite von Yul Brynner.
Wladimir Sokoloff war einmal verheiratet. Seit 1948 war er Witwer, die Ehe blieb kinderlos. Am 15. Februar 1962 verstarb er an den Folgen eines Schlaganfalls.

## Filmografie

### In Deutschland/Österreich
- 1926: Die Abenteuer eines Zehnmarkscheines
- 1927: Der Sohn der Hagar
- 1927: Die Liebe der Jeanne Ney
- 1928: Das Geheimnis der Villa Saxenburg (Die weiße Sonate)
- 1929: Sensation im Wintergarten
- 1929: Das Schiff der verlorenen Menschen
- 1929: Katharina Knie
- 1930: Westfront 1918
- 1930: Moral um Mitternacht
- 1930: Abschied
- 1930: Liebling der Götter
- 1930: Das Flötenkonzert von Sans-souci
- 1930: Kismet (in den USA)
- 1931: Die Dreigroschenoper/L’Opera de quat’sous
- 1931: Die heilige Flamme (in den USA)
- 1931: Niemandsland
- 1932: Strafsache van Geldern
- 1932: Die Herrin von Atlantis
- 1932: Teilnehmer antwortet nicht
- 1932: Gehetzte Menschen

### In Frankreich
- 1933: Don Quichotte
- 1933: Dans les rues
- 1933: Du haut en bas
- 1934: Hell in Frauensee (Lac aux dames)
- 1934: Fürst Woronzeff (Le Secret des Woronzeff)  französische Fassung einer deutschen Produktion
- 1936: Mayerling
- 1936: Das Leben gehört uns (La Vie est à nous)
- 1936: Soux les yeux d’Occident
- 1936: Mister Flow/Les amants traqués
- 1936: Nachtasyl (Les Bas-fonds)

### In den USA
- 1937: Das Leben des Emile Zola (The Life of Emile Zola)
- 1937: Der Gefangene von Zenda (The Prisoner of Zenda)
- 1937: Alcatraz Island
- 1937: Maria Walewska (Conquest)
- 1937: Der gelbe Herrscher (West of Shanghai)
- 1937: Beg, Borrow or Steal
- 1937: Tovarich
- 1937: Expensive Husbands
- 1937: Arséne Lupin Returns
- 1938: Blockade
- 1938: Das Doppelleben des Dr. Clitterhouse (The Amazing Dr. Clitterhouse)
- 1938: Piraten in Alaska (Spawn of the North)
- 1938: Auf verbotenen Wegen (Ride a Crooked Mile)
- 1939: Juarez
- 1939: Song of the Street
- 1939: Verrat im Dschungel (The Real Glory)
- 1940: Comrade X
- 1941: Love Crazy
- 1942: Crossroads
- 1942: Der Weg nach Marokko (Road to Morocco)
- 1943: Botschafter in Moskau (Mission to Moscow)
- 1943: Wem die Stunde schlägt (For Whom the Bell Tolls)
- 1943: Mr. Lucky
- 1943: Song of Russia
- 1944: Fahrkarte nach Marseille (Passage to Marseille)
- 1944: Till We Meet Again
- 1944: Der Ring der Verschworenen (The Conspirators)
- 1945: Skandal bei Hofe (A Royal Scandal)
- 1945: The Blonde from Brooklyn
- 1945: Stahlgewitter (Back to Bataan)
- 1945: Paris Underground
- 1945: Straße der Versuchung (Scarlet Street)
- 1946: Ein eleganter Gauner (A Scandal in Paris/Thieves Holiday)
- 1946: Im Geheimdienst (Cloak and Dagger)
- 1946: Two Smart People
- 1948: Opium (To the Ends of the Earth)
- 1950: Der Baron von Arizona (The Baron of Arizona)
- 1952: Macao
- 1956: Die Bestie (While the City Sleeps)
- 1957: Istanbul
- 1957: Der Tod hat schwarze Krallen (I Was a Teenage Werewolf)
- 1957: Sabu and the Magic Ring
- 1957: The Monster from Green Hell
- 1958: Hart am Wind (Twilight for the Gods)
- 1959: Playhouse 90: For Whom the Bell Tolls (TV)
- 1959: Five Fingers: The Judas Goat (TV)
- 1960: Geheimakte M (Man on a String)
- 1960: Beyond the Time Barrier
- 1960: Die glorreichen Sieben (The Magnificent Seven)
- 1960: Cimarron
- 1961: Der unheimliche Mr. Sardonicus (Mr. Sardonicus)
- 1962: Flucht aus Zahrain (Escape from Zahrain)
- 1962: Taras Bulba (Taras Bulba)